# Haldan Keffer Hartline
Haldan Keffer Hartline (22 de diciembre de 1903 - 17 de marzo de 1983) fue un fisiólogo estadounidense, coganador (con George Wald y Ragnar Granit) en 1967 del Premio Nobel de Fisiología o Medicina por su trabajo de análisis de los mecanismos neurofisiológicos de la visión.
Hartline empezó sus estudios sobre electrofisiología de la retina como un becario del "National Research Council Fellow" en la Universidad Johns Hopkins, Baltimore, recibiendo su M.D. en 1927.
Después de asistir a las universidades de Leipzig y de Múnich como investigador estudiante de Eldridge Johnson, alcanzó el cargo de profesor de biofísica y presidente del Departamento de Johns Hopkins en 1949. Uno de los estudiantes graduados de Hartline en la Johns Hopkins, Paul Greengard, también ganaría después el Premio Nobel. Hartline se unió al staff de la Universidad Rockefeller, Nueva York, en 1953, como profesor de neurofisiología.
Hartline investigó las respuestas eléctricas de la retina de ciertos artrópodos, vertebrados, y moluscos, debido a que sus sistemas visuales son mucho más simples que los de los humanos y es más fácil estudiarlos. Concentró sus estudios en el ojo del cangrejo herradura (Limulus polyphemus). Usando electrodos de minute en sus experimentos, obtuvo el primer registro de los impulsos eléctricos enviados por una simple fibra de nervio óptico cuando los receptores conectados a ésta son estimulados por luz.
| Predecesor: Peyton Rous Charles Brenton Huggins | Premio Nobel de Fisiología o Medicina 1967 | Sucesor: Robert W. Holley Har Gobind Khorana Marshall W. Nirenberg |

- Datos: Q309879
- Multimedia: Haldan Keffer Hartline / Q309879